# Piabuna reclusa
Piabuna reclusa là một loài nhện trong họ Phrurolithidae.
Loài này thuộc chi Piabuna. Piabuna reclusa được Willis J. Gertsch & Michael Davis miêu tả năm 1940.